# Мацца, Джанни
Джанни Мацца (итал. Gianni Mazza; род. 1944) — итальянский музыкант и телеведущий.

## Биография
Родился 5 октября 1944 года в Риме.
Известный как «Маэстро Мацца» («Maestro Mazza») с джазовым прошлым, начал свою карьеру в качестве клавишника в группе I Freddie's — известном коллективе на римской музыкальной сцене в 1960-х годах. Затем Мацца посвятил себя деятельности певца, участвуя в 1965 году в фестивале Festival degli sconosciuti в Аричче.
С 1966 года он работал клавишником у певца Little Tony, а в 1970 году сформировал группу The Ambassadors, выступающую с певцом, став также художественным руководителем лейбла Little Records, принадлежащего Little Tony.

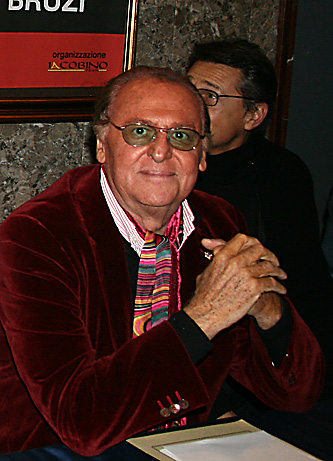
Ренцо Арборе

В следующем десятилетии он сделал много записей с другими артистами, работая с Loy e Altomare, Стефано Россо, I Cugini di Campagna, Анной Мелато и Ренцо Арборе — для него Джанни Мацца сделал первый LP под названием «Ora o mai più, ovvero cantautore da grande». Встреча с Арборе оказалась очень важной для карьеры Маццы, и он достиг большой популярности благодаря участию в 1980-х годах в очень успешных телевизионных программах: Tutti insieme compatibilmente, Telepatria International, Ciao gente! и Quelli della notte и Cari amici vicini e lontani (автором двух последних был Ренцо Арборе).
Джанни Мацца являлся дирижёром и выступал в других качествах на RAI. В качестве композитора и актёра принял участие в восьми фильмах в период с 1977 по 2001 год. В 1991 году участвовал в фестивале в Сан-Ремо в категории «Nuove Proposte» с песней Il lazzo. В 1996—1997 годах он участвовал в развлекательной телевизионной программе Domenica in, затем участвовал в других программах Rai 1.
До 2005 года Мацца был частью актёрского состава программы I fatti vostri на Rai 2, а с сентября 2006 года переключился на программу Buona Domenica Canale 5. В сезонах 2009—2010 по 2018—2019 годов Джанни Мацца являлся руководителем оркестра программы Mezzogiorno in famiglia, транслируемой на Rai 2 по субботам и воскресеньям.